# جان د. ميلر
جان د. ميلر (بالإنجليزية: Jan Miller)‏ هو كيميائي أمريكي، ولد في 7 أبريل 1942 في دوبويس في الولايات المتحدة.